# Waldfrieden (Havelberg)
Waldfrieden ist ein Ortsteil der Hansestadt Havelberg im Landkreis Stendal in Sachsen-Anhalt.

## Geografie
Der Ort liegt zehn Kilometer ostnordöstlich von Havelberg. Die Nachbarorte sind Kümmernitz im Norden, Hörning im Nordosten, Voigtsbrügge im Osten, Joachimshof im Südosten, Damerow im Süden, Klein Damerow im Südwesten sowie Theerofen im Westen.

## Guts- und Ortsgeschichte
Die Gemarkung des heutigen Waldfrieden nannte sich bis etwa 1950, wahrscheinlich bis zur Länder-Neugliederung in Bezirke in der DDR 1952, Todtenkopf. Zunächst als Gutsvorwerk noch bis 1775 bezeichnet, entwickelte sich in Todtenkopf ein Gut. Es bildete sich dort mit Klein-Leppin ein eigenständiges Majorat im Plattenburgischen Kreis heraus, welches als eigenständige Gutsherrschaft den Status eines Familienfideikommiss erhielt. Die Begüterung war im Besitz derer von Saldern, hier die Familienlinien von Saldern-Plattenburg und von Saldern-Wilsnack. Ab 1925 begannen die Eigentümer, für Klein Leppin-Todtenkopf ein Waldgut mit Schutzforst zu bilden. Bekanntester Gutsbesitzer war der Politiker und Mitglied des Deutschen Reichstag Werner von Saldern. Letzter Grundbesitzer war dessen Sohn Werner jun. von Saldern, verheiratet mit Dorothea Koenigs. Er war wie sein Vater Rechtsritter des Johanniterordens und Stiftshauptmann des Klosters Heiligengrabe. Die Familie zog nach der Bodenreform 1945 in die Eifel.
Unterlagen zu Kriegsopfern sind nur aus Kirchenbüchern und Sterberegistern ersichtlich.